# ウィリアム・テイラー
ウィリアム・テイラー（英語: William Tailer、1675年/6年2月25日 - 1731年/2年3月1日）は、植民地時代アメリカ合衆国のマサチューセッツ湾直轄植民地の軍隊士官、政治家である。裕福で影響力を持っていたストートン家に生まれ、別の政治力を持った家系の女性と2度結婚した。1711年から1716年まで植民地の副総督を務め、さらに1730年代初期にも務めた。これら副総督を務めた期間に短期間だが総督代行にもなった。総督のジョセフ・ダドリーの政治的敵対者であり、植民地の通貨問題に対応することが意図された土地銀行の提案は支持した。総督代行としての最初の任期に、現在のアメリカ合衆国では最初期の灯台であるボストン灯台の建設を承認した。
テイラーは植民地の防衛のために活動し、アン女王戦争の1710年、アカディアの首都ポートロイヤル包囲戦では1個連隊を指揮した。1720年代のボストン防衛を監督する責任ある立場となり、ダマーの戦争中にはイロコイ族やアベナキ族インディアンとの交渉に派遣された。当初政治的な敵対者だったジョナサン・ベルチャーが後に同盟者となり、1730年にはテイラーを副総督として務めさせる選択をした。テイラーは1732年に死ぬときまでその職を務め、叔父であるウィリアム・ストートンの墓所に埋葬された。

## 初期の経歴と軍務
ウィリアム・テイラーは1675年/6年2月25日、マサチューセッツ湾植民地 ドーチェスター（現在のボストン市内）で生まれた。父は同名のウィリアム・テイラー、母はレベッカ・ストートンだった。母はマサチューセッツ植民地初期開拓者イスラエル・ストートンの娘であり、判事ウィリアム・ストートンの姉妹だった。父は裕福な土地所有者であり商人だった。父はボストン市で商業用不動産を所有しており、ニューイングランドで最大級に強力で、連関性が良い土地開発社共同事業であるアサートン・カンパニーの一員だった。隣接するフランス領アカディアとの「東方貿易」に携わる商人の「選別友愛会」の一員でもあった。その友愛会の指導的会員の1人がボストンの商人ジョン・ネルソンだった。テイラーの父は1682年に自殺した。明らかに財政的逆境によってもたらされたうつ病を患っていた。

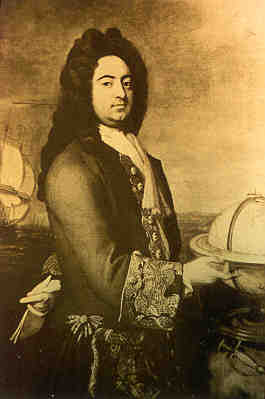
フランシス・ニコルソン、ポートロイヤル包囲戦の時の指揮官、テイラーの上官

テイラーはかなりの資産を相続した。1695年時点でテイラーの後見人が彼のために5つの工場を運営していたと報告されている。また独身のまま子供がなく死んだ叔父の大きな資産も相続していた。1702年までに、別の植民地指導的判事であるナサニエル・バイフィールドの娘、サラ・バイフィールドと結婚した。サラは1708年頃に子供ができないまま死んだ。バイフィールドとテイラーの父は事業上の共同経営者であり、テイラーはその関係を続けた。
テイラーはアン女王戦争のときに植民地民兵隊に従軍した。1710年、民兵1個連隊を指揮し、アカディアのポートロイヤルを占領する戦いに参戦した。その勝利の後で、遠征隊の指揮官フランシス・ニコルソンと共にロンドンに行き、「将来有望」となった。その成果はマサチューセッツ湾直轄植民地副総督への任官となり、ジョセフ・ダドリー総督の下に仕えた。それからマサチューセッツに戻り、再度植民地防衛のために活動し、ニューハンプシャーのウィリアム・アンド・メアリー砦で駐屯し、また現在のメイン州南部（当時はマサチューセッツの一部）のフロンティア防衛にも携わった。
1711年初期、ジョセフ・ダドリーの孫トマスの未亡人だったアビゲイル・ジラム・ダドリーと再婚した。この夫婦には6人の子供が生まれ、ドーチェスターのストートン家産で育てた。1712年にはエンシャント・アンド・オナラブル砲兵中隊に加わり、同年にその隊長に選出された。

## マサチューセッツ総督代行

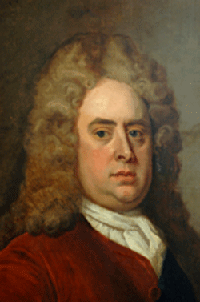
ジョナサン・ベルチャー、当初はテイラーの敵だったが、後には同盟者になった

テイラーは1712年から1729年まで総督評議会委員に選ばれていた。この間に3度、マサチューセッツ副総督に任官されたことがあった。ダドリーとは姻戚によって関連があったにも拘わらず、副総督を務めた最初の2度は総督との政治的関係がギスギスしていた。テイラーは植民地に多くいたイングランド国教会員の1人であり、ダドリーの信仰については懐疑的だった。ダドリーはピューリタンの中で育っており、1690年代にイングランドに居た間にイングランド国教会の慣習を正式に採用していた。テイラーとダドリーは、植民地の貨幣問題でも反対の立場に立った。ダドリーはアン女王戦争の終わる1713年までに重大な問題になっていた、増え続ける紙幣発行を避ける手段として、公的信用証券の発行に賛成していた。一方テイラーは、義父のナサニエル・バイフィールド達と共に、民間の土地銀行を設立し、その投資家の土地によって保証された紙幣の発行に賛成していた。
1714年、バイフィールドがロンドンに行って、土地銀行支持側に立ってロビー活動を行い、自分のためには総督任命を求めた。それは国王ジョージ1世の就位後に検討課題になっていた。総督の地位は得られなかったが、ダドリーの後任に選ばれていたエリゼウス・バージェス大佐を説得して、テイラーを副総督に留めさせることには成功した。しかし、バージェスは土地銀行の反対者から賄賂を受け取り、イングランドを離れる前にその職を辞してしまった。その時点までにバージェスとテイラーへの任命書がマサチューセッツに送られており、二人の任官が公表された後の1715年11月、テイラーが総督代行に就任した。
テイラーは総督代行に着任して直ぐに政治的な浄化に取り組み、土地銀行反対者とダドリーの支持者を多くの植民地の役職から排除した。しかし、その努力は裏目に出た。植民地議会がダドリーの息子ポールを検事総長に選任し、ロンドンの反土地銀行派のエージェントがテイラーの更迭のために動いた。ただし、そうしたエージェントの1人だったジョナサン・ベルチャーが後年、皮肉にもテイラーンの同盟者となり、テイラーを3度目の副総督に据えることになった。反土地銀行派の活動によって国王は反対派のサミュエル・シュート大佐をバージェスの後任に、ウィリアム・ダマーをその副総督に選任した。1716年10月、シュートが着任した時にテイラーはその職を離れた。シュートはその到着時にテイラーを冷遇し、ダドリーを先ず会見する相手に選んだ。
テイラーが総督代行であった間に、その後も長く続くことになった唯一の成果は、現在のアメリカ合衆国では最初期の灯台であるボストン灯台の建設を承認したことだった。テイラーは議会議員であった間に立法委員会の委員となり、その建設と資金手当ての法案を起草し、総督代行になったあとで法案に署名した。

## 植民地の軍事
テイラーはその後イングランドに行った。そこではノバスコシアでの権利を主張するトマス・テンプル卿の承継者ジョン・ネルソンのためにロビー活動を行った。ネルソンは1667年のブレダ条約で失った領地の代償を求めていたが、テイラーの努力は無駄に終わった。テイラーは自分のためにも軍隊恩給の受給を働きかけた。コブハム卿を説得し、1710年のポートロイヤルでの功績について認めさせることに成功し、大佐の給与の半分、年400ポンドを与えられることになった。ジョン・ネルソンは、テイラーが副総督の職を失ったこと（年50ポンドに相当）が「彼にとっては大いに利点になった」と言っていた。

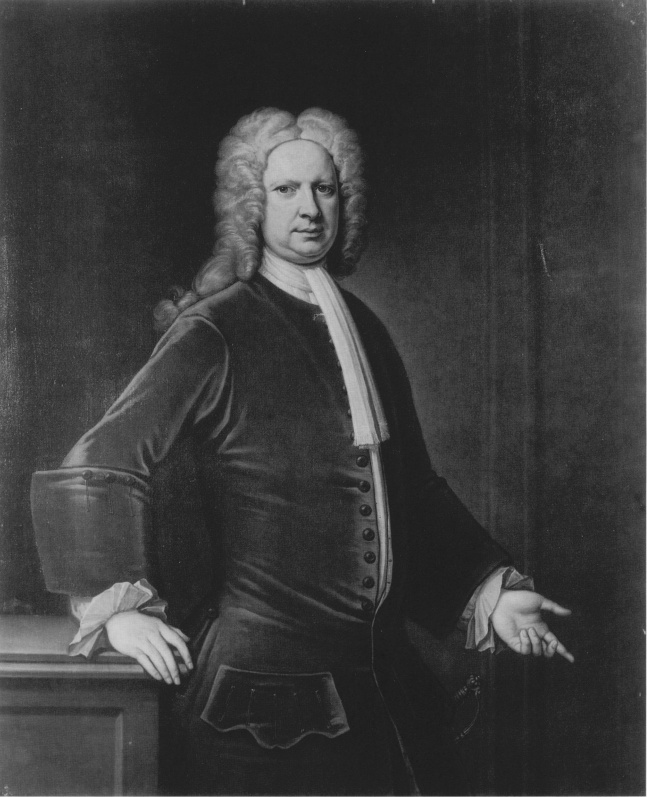
テイラーの肖像画として20世紀初期に売買された絵画。ジョン・スミバート制作とされた。スミバートの署名は1940年代に偽書であると判断された。この絵画は18世紀初期のものであることが分かっているが、その主題は不明なままである

テイラーは最後はマサチューセッツに戻った。シュートが総督である間に何度か、北部フロンティアのインディアンとの交渉に関わった。植民地民兵隊での活動も続けた。1717年、シュートと共に、ニューイングランド北部のアベナキ族と交渉するためにメイン遠征に同行した。シュートはその交渉がうまく果たせず、アベナキ族とイギリス人開拓者の間の緊張関係を増加させた。1720年、テイラーは開拓者とアベナキ族の間を仲立ちするために派遣された役人の一人となった。合意のために可能性ある条件が明らかになってはきたが、襲撃が続き、提案された条件の詳細には合意できなかったことで、事態はさらに悪くなった。メイン海岸のイギリス人開拓地に対する襲撃が続いた後の1722年7月、シュートはアベナキ族に対して宣戦布告した。
シュートは植民地議会との間に紛争が絶えず、そのことで1723年初期にはイングランドに戻ることになった。戦争の処理は副総督のダマーに委ねた。テイラーは1723年にニューヨーク植民地オールバニに派遣され、イロコイ族をアベナキ族との戦争に参戦するように説得することを目指した一隊の指導的一員になった。しかしその任務は不成功だった。イロコイ族はアベナキ族に対する戦争に関わらせようとする全ての試みに抵抗した。テイラーは戦争への関与を続け、ボストン防衛を維持する任務にあたった。

## 総督代行としての再任
テイラーの政治的傾向は1720年代に変化し、テイラーとバイフィールドが人民派と密接に同盟するようになった。その結果、テイラーとかつては敵対したジョナサン・ベルチャーが同盟者になった。1729年、ウィリアム・バーネット総督が急死した時、ベルチャーはロンドンに居て、コネチカット植民地の代理人として行動し、バーネットが不人気だった恒久的給与を主張したことに反対するロビー活動を支援した。ベルチャーは自分のために総督の任を得ることに成功し、テイラーにはもう一度副総督の職を確保した。テイラーの任命はベルチャーが到着する前に宣言され、ベルチャーが到着するまでの間、総督代行を短期間務めた。その後数か月は何事も無かったが、植民地に天然痘が蔓延し、そのためにテイラーは議会を休会にした。
テイラーは副総督を務めていた1731年/32年3月に、ドーチェスターで死んだ。その棺を担いだ者の中にはベルチャーやその他政界を指導する人物が入っていた。テイラーは叔父のウィリアム・ストートンの墓所に埋葬された。そこは現在ドーチェスター北埋葬地と呼ばれている。